# Пікет (загін)

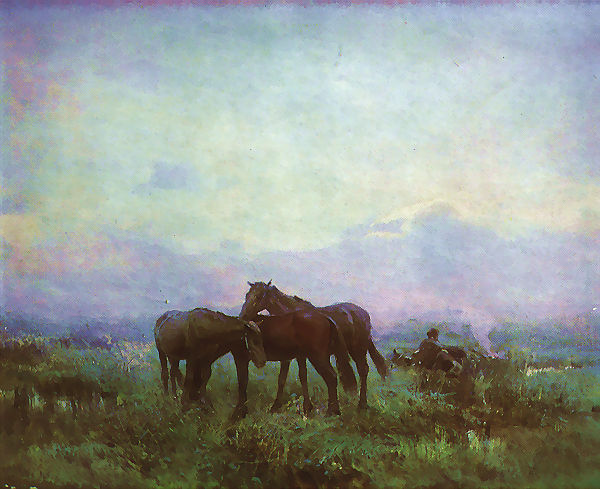
Козацький пікет. Сергій Васильківський (1888)

Пікет (від застар. англ. picquet, piquet, у козацькі часи — бекет), або секрет (сучасн. військ. термін) — передовий військовий підрозділ, що виконує задачу спостереження певної території.

## Історія

### Козацькі часи
Бекети та загони за часів козаччини були невеликими прикордонними підрозділами, що здійснювали патрулювання. Мали своїм постійним осідком на час несення цієї служби редут або пост.
На 1767 р. діяло 20 постів, у складі котрих перебувало 3708 бекетових козаків, що несли прикордонну службу від імені Війська Запорозького Низового. Тобто бекетовими козаками називали козаків, що за чергою несли прикордонну службу.
Чисельність власне бекетів коливалась від 3 до 10 козаків, що було обумовлено завданням кожного з цих підрозділів.
Як правило, бекети здійснювали спостереження за певними ділянками території і в разі появи ворога негайно повідомляли основний пост.
Бекети розміщались у найпривабливіших для просування ворога місцях, що ускладнювало його непомітне проникнення вглиб українських земель.
За часів перебування нащадків запорожців на Кубані також використовувались бекети для охорони козацьких кордонів від горян. Тут бекет являв із себе невеличке земляне укріплення з «фігурою» посередині. Кожний бекет мав близько 10 козаків-чорноморців на чолі з урядником.
Отже, бекети тривалий час займали одне з провідних місць у козацькій прикордонній службі, відіграючи роль передової постової сторожі.